# Kirklington, North Yorkshire
Kirklington är en ort i Storbritannien.   Den ligger i grevskapet North Yorkshire och riksdelen England, i den centrala delen av landet, 300 km norr om huvudstaden London. Kirklington ligger 43 meter över havet och antalet invånare är 204.
Terrängen runt Kirklington är platt. Runt Kirklington är det ganska tätbefolkat, med 120 invånare per kvadratkilometer. Närmaste större samhälle är Ripon, 9,2 km söder om Kirklington. Trakten runt Kirklington består till största delen av jordbruksmark.